# 廣池千九郎

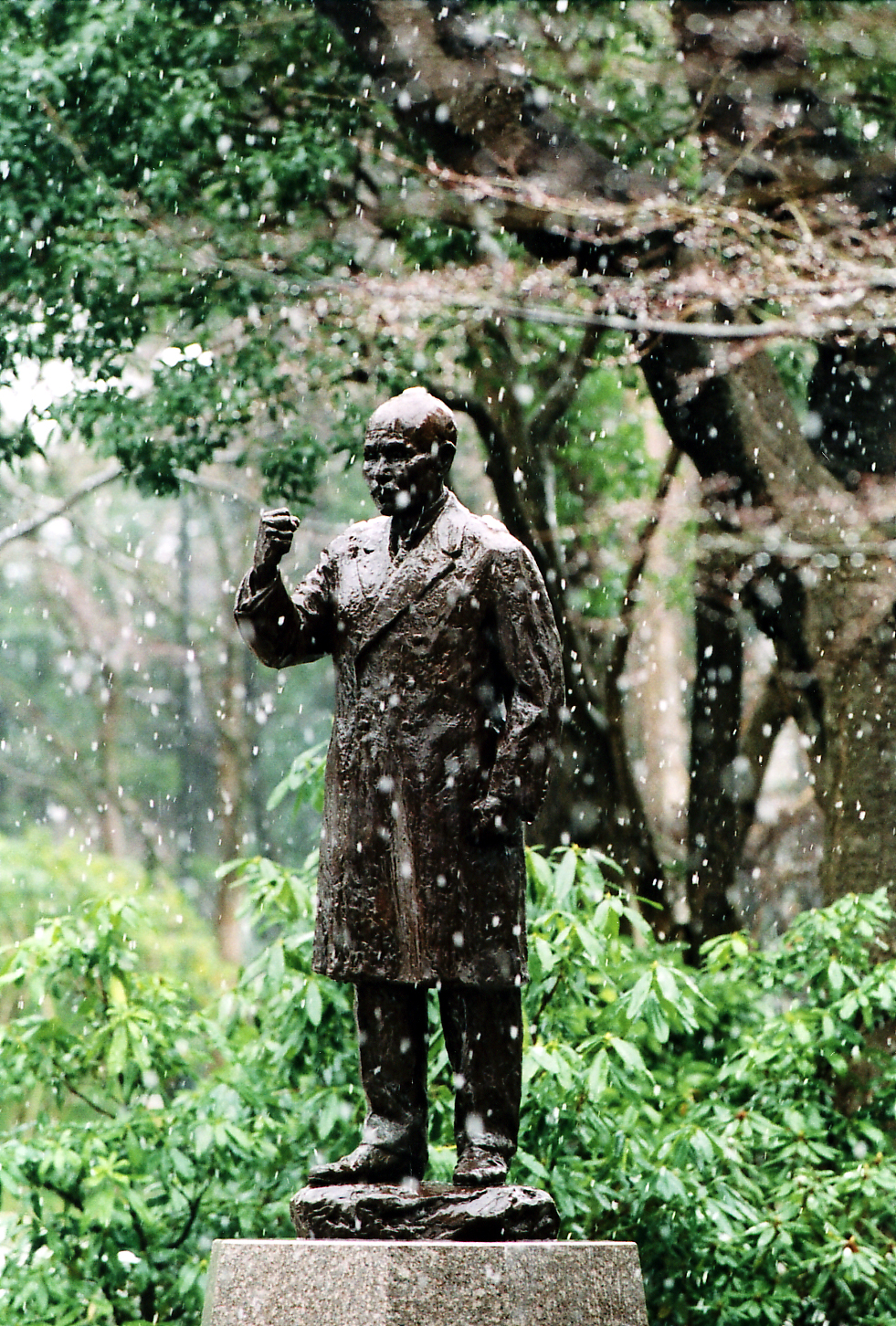
廣池千九郎の銅像（廣池千九郎記念館）

廣池 千九郎（広池 千九郎、ひろいけ ちくろう、1866年5月13日〈慶応2年3月29日〉 - 1938年〈昭和13年〉6月4日）は、日本の法学者、歴史学者、教育者、宗教家。法学博士。モラロジーの提唱者。道徳科学研究所（現・モラロジー道徳教育財団）、学校法人廣池学園の創立者。早稲田大学講師、神宮皇學館教授、天理教教育顧問を歴任。号は鵬南、扇城、西海、蘇哲、幹堂など。

## 概要
慶應義塾の関連校である中津藩の洋学校・中津市学校に学ぶ。歴史家として論文・書物を著した後に法学を学び、早稲田大学講師を経て、神宮皇學館教授となる。また、当時の国家的事業である『古事類苑』（日本の古事に関する大百科事典）の編纂に携わるとともに、「東洋法制史序論」について研究し、独学で、1912年（大正元年）12月10日、東京帝国大学より法学博士号を取得する。
その後、道徳の科学的研究を深め、1928年（昭和3年）、『道徳科学の論文』を著し、「モラロジー（道徳科学）」を提唱する。この頃から「三方よし」の教えを説き、「三方よし」の語を初めて用いた人物は廣池である可能性が高いとされている。
1935年（昭和10年）、モラロジーに基づく社会教育と学校教育を行う道徳科学専攻塾（現在のモラロジー道徳教育財団、学校法人廣池学園）を千葉県柏市に設置した。

## 経歴

### 幼少年期
- 1866年（慶応2年）3月29日、豊前国下毛郡永添村（現在の大分県中津市大字永添）に、廣池半六・りえ夫妻の長男として出生。
- 1875年（明治8年）、永添小学校入学[4]。
- 1879年（明治12年）、中津市学校編入。翌年卒業。
- 1880年（明治13年）7月、永添小学校の助教（補助教員）となる。
- 1883年（明治16年）7月、永添小学校を辞職し、大分県師範学校の入学試験を受けたが不合格となり、私塾・麗澤館に入る。麗澤館では、生涯の師の一人、小川含章と出会う。（千九郎は後年、この出会いが源となって、新科学道徳科学が成立するに至ったと述べている。）麗澤館で勉学に励み、再度、師範学校を受験したが失敗。その後、師範学校に入学することをあきらめて、「応請試業」（入学しないで学力認定試験によって卒業資格を得る試験）に臨み合格する。
- 1885年（明治18年）形田小学校の教師となる。

### 青年教師時代

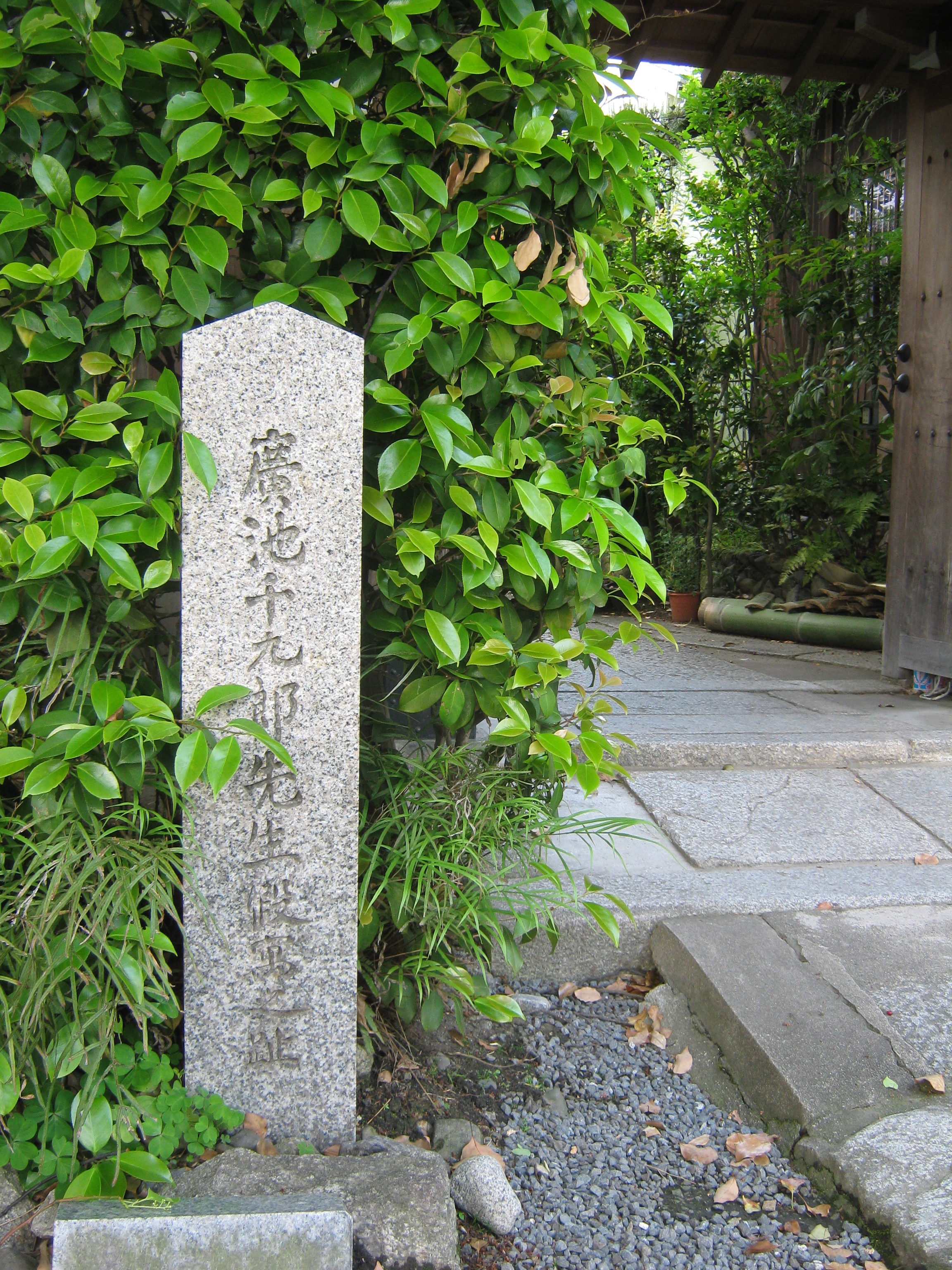
廣池千九郎仮寓趾（京都市左京区仁王門通川端東入頂妙寺内妙雲院前）

- 形田小学校では、児童の半分程度しか登校してこなかった形田村の状況改善のため、夜間学校を開設し、『遠郷僻地夜間学校教育法』（稿本）を著す。
- 1887年（明治20年）、万田小学校に赴任する。下毛郡が養蚕業を主な産業としながら、その蚕種の製法があまりに粗製乱造であるのを見かねて、蚕業に関する内外の文献を研究し『蚕業新説製種要論』を著し、村民の指導にもあたる。
- 1888年（明治21年）、中津高等小学校に赴任。ここでも、現在の技術家庭科にあたる手工科を設けたり、寄宿舎を設置するなど、さまざまな工夫を凝らし教育の改善を図る。『新編小学修身用書』全3巻を刊行。
- 1889年（明治22年）
  - 歴史に関する最初の著述『小学歴史歌』を発行する。
  - 7月21日、角春子と結婚する。千九郎23歳、春子18歳。
- 1891年（明治24年）、『中津歴史』を発行する。
- 1892年（明治25年）、歴史研究のために京都へ移住する。『史学普及雑誌』を創刊する。
- 1893年（明治26年）、『皇室野史』発刊。同年2月長男千英（ちぶさ）が生まれる。
- この頃、文人画家の富岡鉄斎と出会い、大きな影響を受ける。
- 古本屋の店頭に置いてあった穂積陳重の論文を読み、「東洋法制史」の研究が未開拓であることを知り、和漢の法律の比較研究を開始する。
- 京都市参事会から『平安通志』編纂協力の依頼があり、全体の約3分の1の編纂にあたる。その他、『京華要誌』上下全2冊の編纂、醍醐寺三宝院の寺誌編纂や比叡山延暦寺の古文書の整理などにもたずさわる。国学者井上頼国から『古事類苑』の編纂事業参加の要請があり、東京へ上京することとなる。
- 1895年（明治28年）、神宮司庁から『古事類苑』の編修員を嘱託される。全巻数の4分の1以上を担当。
- 1900年（明治33年）から1902年（明治35年）にかけて、『高等女学読本』『女流文学叢書』『高等女学読本参考書』を編集。
- 1902年（明治35年）、早稲田大学の講師になり、日本で最初の「東洋法制史」と「支那文典」の講義を担当。
- 1905年（明治38年）、専任の講師に昇格。1910年（明治43年）辞職。この頃から、法学者穂積陳重と親交を持つ。『支那文典』・『東洋法制史序論』を出版し、『倭漢比較律疏』や『大唐六典』の研究にも着手する。その他、大宝令 の独訳や『歴代御伝』と名付けた、歴代天皇の伝記や皇室制度の編纂、『国史大系』『群書類従』などの校訂などを行っている。
- 1907年（明治40年）、伊勢の神宮皇學館教授となる。講義内容は、古代法制、東洋家族制度、国史、歴史研究法、神道史など。神道史を講義する責任上、「教派神道十三派」について研究する必要を感じた千九郎は、実際の教化の方法や信徒の活動の様子などの調査研究を始める。
  - 「講義ではお説教か漫談が多かった。（中略）ある時など、先生は試験の監督のため教室へ来られたのですが、セッセと青息吐息、答案を書いている学生を前に、先生お独り元気な声で何かしゃべられるので、「先生、少し黙っててください。答案が書けませんよ」と学生から叱られ、ドッと吹き出した記憶さえあります」（神宮皇學館教授時代の教え子の、回想より）[要出典]
- 1908年（明治41年）に約40日間、学術調査のために中国旅行をする。同年、『伊勢神宮』を出版する。
- 1910年（明治43年）、天理教教育顧問・天理中学校校長を務める(1915年（大正4年）まで)。天理教本部から三教会同に関する講演の依頼を受けて、以後全国各地で講演活動を展開する。
- 「支那古代親族法の研究」を主論文とし「支那喪服制度の研究」と「韓国親族法親等制度の研究」の二部を副論文として東京帝国大学へ提出する。その後、論文は審査会を満場一致で通過。
- 1912年（大正元年）12月10日に学位授与の知らせを受ける。日本で、第135番目の法学博士号。
- 1915年（大正4年）、学位論文をまとめて『東洋法制史本論』として出版する。『大阪毎日新聞』『東京朝日新聞』『読売新聞』『大阪朝日新聞』『報知新聞』『万朝報』など、多くの新聞、雑誌が書評を出す。

### モラロジーの提唱

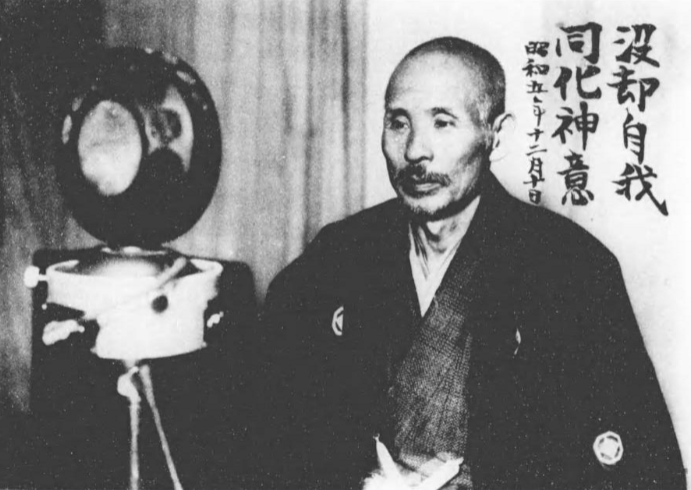
蓄音機に講義を吹き込む千九郎（1930年）

- 1910年（明治43年）ごろから労働問題の解決に尽力し、富士瓦斯紡績、東洋紡績、三越呉服店、日本海員掖済会、工業教育会などで講演や指導を行う。参加者には山縣有朋、東郷平八郎、松方正義、大隈重信、渋沢栄一、西田幾多郎、森鷗外といった著名人の名前もある。
- 1916年（大正5年）、『日本憲法淵源論』を発行する。
- 1918年（大正7年）、『富豪・資本家・会社商店の経営者・重役・高級職員各位并に官憲に稟告』を発表する。
- 1922年（大正11年）、「モラロジー研究所及びモラロジー・アカデミーの性質ならびに組織」を著す。
- 1926年（大正15年）8月17日、『道徳科学の論文』の原稿が完成する。道徳科学研究所が発足。
- 1928年（昭和3年）12月25日、『道徳科学の論文』を刊行する。序文を新渡戸稲造、白鳥倉吉、阪谷芳郎が提供している。
- 1929年（昭和4年）、『孝道の科学的研究』と『新科学モラロジー及び最高道徳の特質』を出版する。
- 1931年（昭和6年）
  - 大阪毎日新聞社主催の講演会を行う。この講演会には、新渡戸稲造が講師として参加、千九郎を「東方の光」と評した。
- 1932年（昭和7年）ころから、若槻礼次郎前首相や鈴木貫太郎侍従長、大迫尚道大将、斎藤実首相らに、書簡や面談などを通して、国際紛争の道徳的解決のため積極的に働きかけた。
- 1935年（昭和10年）
  - 千葉県東葛飾郡小金町（現在の千葉県柏市）に道徳科学研究所を移動し、道徳科学専攻塾を開設する。
  - 5月3日、孔子の子孫と顔回の子孫一行が来塾する。
  - 11月、前首相斎藤実が来塾する。
- 1936年（昭和11年）7月、元首相若槻礼次郎が来塾する。
- 1937年（昭和12年）
  - 8月、ハーバード大学教授デ・ハース博士が来塾する。
  - 群馬県利根郡水上村（現・みなかみ町）の谷川温泉に、温泉と社会教育施設を開設。
  - 4月、賀陽宮恒憲王が台臨。
- 1938年（昭和13年）6月4日、大穴温泉（群馬県利根郡水上村）にて死去。

## エピソード
- 『古事類苑』編纂当時の千九郎の読書量については、当時の新聞にも紹介され、東京帝国図書館の蔵書をほとんど閲覧したので「図書館博士」と言われたとか、「上野の図書館の書物をほとんど閲覧した人がいる。それは廣池千九郎大人という人だ」（『万朝報』）と報じられたこともある。
- 1899年（明治32年）、本郷春木町に大火が発生した際、数千人の罹災者のために、千九郎夫妻は、朝から午後まで約10回もご飯を炊き、おにぎりを作り配った。その援助活動は新聞にも報道され、市からも被災者救助の功で表彰された。
- 昭和10年に開設された道徳科学専攻塾では、廣池自身が塾生の食事を大変重視するため、在園時には必ず試食をして自ら味を確かめ、食堂担当者に細かな指示を出していた[5]。

## 主著
- 1888年（明治21年） 「遠郷僻地夜間学校教育法」（稿本）
- 1888年（明治21年） 『新編小学修身用書』
- 1889年（明治22年） 『小学歴史歌』
- 1891年（明治24年） 「蚕業新説製種要論」（稿本）
- 1891年（明治24年） 『中津歴史』[6]
- 1892年（明治25年） 『史学普及雑誌』
- 1892年（明治25年） 『日本史学新説』
- 1893年（明治26年） 『皇室野史』
- 1893年（明治26年） 『史学俗説弁』
- 1894年（明治27年） 『新説日本史談』
- 1895年（明治28年） 『京名所写真図絵』
- 1895年（明治28年） 『歴史美術名勝古跡京都案内記』
- 1896年（明治29年） 『古事類苑』（共編）
- 1897年（明治30年） 『在原業平』
- 1900年（明治33年） 『高等女学読本』
- 1901年（明治34年） 『女流文学叢書』（共編）
- 1902年（明治35年） 『高等女学読本参考書』
- 1905年（明治38年） 『支那文典』
- 1905年（明治38年） 『東洋法制史序論』
- 1905年（明治38年） 『てにをは廃止論』
- 1906年（明治39年） 「倭漢比較律疏」（稿本）
- 1906年（明治39年） 『日本文法てにをはの研究』
- 1907年（明治40年） 「大唐六典」（稿本）
- 1908年（明治41年） 『伊勢神宮』
- 1909年（明治42年） 『韓国親族法親等制度の研究』
- 1909年（明治42年） 『応用支那文典』
- 1912年（大正元年） 『我国体の精華』
- 1915年（大正4年） 『東洋法制史本論』
- 1915年（大正4年） 『神社崇敬と宗教』
- 1915年（大正4年） 『伊勢神宮と我国体』
- 1916年（大正5年） 『日本憲法淵源論』
- 1918年（大正7年） 『富豪 資本家 会社商店の経営者 重役高級職員各位並に官憲に稟告』
- 1928年（昭和3年） 『道徳科学の論文』第一版
- 1929年（昭和4年） 『孝道の科学的研究』
- 1930年（昭和5年） 『新科学モラロヂー及び最高道徳の特質』
- 1934年（昭和9年） 『道徳科学の論文』訂正増補第二版
- 2023年（令和5年）『東洋法制史研究』内田智雄校訂、講談社「創文社オンデマンド叢書」電子書籍[7]で再刊

### 評伝
- 『伝記 廣池千九郎』廣池学園事業部、平成16年
- 井出元『廣池千九郎の遺志』モラロジー研究所、2011年6月。ISBN 978-4896392043。
- モラロジー研究所 編著『廣池千九郎物語　生涯教育の先駆者』モラロジー研究所、2016年3月。ISBN 978-4896392524。
- 橋本富太郎『廣池千九郎　道徳科学とは何ぞや』ミネルヴァ書房〈ミネルヴァ日本評伝選〉、2016年11月。ISBN 978-4623077380。
- 山岡荘八『燃える軌道』全5巻、学習研究社。
  - 第1巻暁雲の巻（1974年8月）
  - 第2巻飛竜の巻（1974年12月）
  - 第3巻人間軌道の巻（1975年8月）
  - 第4巻天声の巻（1976年5月）
  - 第5巻生命の焔の巻（1978年7月）

### その他
- 『廣池千九郎語録』モラロジー研究所
- 井出元『廣池千九郎の思想と生涯』廣池学園事業部
- 「モラロジー研究所年次報告」
- 所功（代表）、橋本富太郎、久禮旦雄、後藤真生『皇位継承の歴史と廣池千九郎』モラロジー研究所、2018年5月